# 가나모리 아키히로
가나모리 아키히로(일본어: 金森 晶洋, 영어: Akihiro Kanamori 아키히로 카나모리[*], 1948~)는 일본 태생의 미국 수학자이다. 집합론, 특히 큰 기수의 이론에 공헌하였다.

## 생애
1948년 10월 23일 도쿄에서 태어났다. 캘리포니아 공과대학교를 졸업하였고, 이후 케임브리지 대학교에서 박사 학위를 수여받았다.
현재 보스턴 대학교의 수학 교수이다.

## 저서
- Kanamori, Akihiro (2003). 《The higher infinite: large cardinals in set theory from their beginnings》. Springer Monographs in Mathematics (영어) 2판. Springer-Verlag. doi:10.1007/978-3-540-88867-3. ISBN 978-3-540-88866-6. ISSN 1439-7382. Zbl 1022.03033.